# Roderick Alleyn
Roderick Alleyn är huvudperson i de pusseldeckare som skrevs av Ngaio Marsh. Alleyn är anställd inom Scotland Yard och är i likhet med Dorothy Sayers Lord Peter Wimsey av adlig släkt. Till utseendet är han stilig och elegant. I flera böcker beskrivs han som "a cross between a monk and a grandee", "en blandning av munk och spansk adelsman". Namnet har hämtats från "Alleyn's school", som i sin tur fått namn efter en skådespelare på 1500-talet.

## Bakgrund och biografi
I de första böckerna framgår att Alleyn föddes i slutet av 1800-talet. Efter universitetsutbildning och tre års tjänst under första världskriget började han arbeta på utrikesdepartementet. I mitten av 1920-talet lämnade han diplomatin för att börja arbeta som patrullerande polis, och med tiden blir han Scotland Yards yngsta chefsdetektivinspektör. 
På väg hem från Australien lär Alleyn känna konstnären Agatha Troy (Modellmordet, 1938), med vilken han senare gifter sig. Alleyn kallar henne alltid "Troy".
Under andra världskriget arbetar Alleyn inom kontraspionaget på Nya Zeeland (Obönhörlig död, Heta källor). Troy är kvar i England där hon arbetar som kartritare. Några år efter kriget får paret en son, som döps till Roderick efter sin far. Sonen kallas Ricky, och han dyker upp i böckerna Sjunga mördarens visa (1954) och Sista hindret (1977).
Trots att böckerna utspelar sig under sammanlagt 40 år åldras Alleyn inte märkbart. Han är strax över 40 i den första boken, och i den sista är han fortfarande i tjänst och hans utseende har inte förändrats.

## Andra figurer runt Roderick Alleyn
- Agatha Troy Konstnär, sedermera Alleyns hustru
- Inspektör Fox Alleyns närmaste medarbetare och gudfar åt sonen
- Lady Alleyn Alleyns mor
- Sir George Alleyn Alleyns äldre bror; ambassadör. Sir George omtalas ofta, och syns själv till i "Black as He's Painted". Hans dotter Sarah medverkar i "Death in a White Tie".
- Nigel Bathgate Journalist. Bathgate är i de tidigaste böckerna en slags "Watson" åt Alleyn. Denna roll övergår med tiden helt till inspektör Fox. Bathgate fortsätter dock att synas till som vän till Alleyn.
- Bailey Fingeravtrycksexpert som arbetar tillsammans med Alleyn